# Équipe du Cameroun de football à la Coupe du monde 2022
Cet article relate le parcours de l’équipe du Cameroun de football lors de la Coupe du monde de football 2022 organisée au Qatar du 20 novembre au 18 décembre 2022.

## Qualifications

### Deuxième tour
| Rang | Équipe        | Pts | J | G | N | P | Bp | Bc | Diff |  | Résultats (▼ dom., ► ext.) |     |     |     |     |
| ---- | ------------- | --- | - | - | - | - | -- | -- | ---- |  | -------------------------- | --- | --- | --- | --- |
| 1    | Cameroun      | 15  | 6 | 5 | 0 | 1 | 12 | 3  | +9   |  | Cameroun                   |     | 1-0 | 3-1 | 2-0 |
| 2    | Côte d'Ivoire | 13  | 6 | 4 | 1 | 1 | 10 | 3  | +7   |  | Côte d'Ivoire              | 2-1 |     | 3-0 | 2-1 |
| 3    | Mozambique    | 4   | 6 | 1 | 1 | 4 | 2  | 8  | -6   |  | Mozambique                 | 0-1 | 0-0 |     | 1-0 |
| 4    | Malawi        | 3   | 6 | 1 | 0 | 5 | 2  | 12 | -10  |  | Malawi                     | 0-4 | 0-3 | 1-0 |     |

| 1er match                      | Cameroun                            | 2 - 0   | Malawi                               |                                                                                          |                                                                                          |
| 3 septembre 2021 20h00 (UTC+1) | Aboubakar 9e · Ngadeu-Ngadjui 22e   | (2 - 0) |                                      | Stade Ahmadou-Ahidjo, Yaoundé Spectateurs : 0 (huis-clos) Arbitrage : Jean Jacques Ndala | Stade Ahmadou-Ahidjo, Yaoundé Spectateurs : 0 (huis-clos) Arbitrage : Jean Jacques Ndala |
| 3 septembre 2021 20h00 (UTC+1) | Zambo Anguissa 87e · Bassogog 90+4e | Rapport | 34e Mzava · 42e Chester · 79e Mhango | Stade Ahmadou-Ahidjo, Yaoundé Spectateurs : 0 (huis-clos) Arbitrage : Jean Jacques Ndala | Stade Ahmadou-Ahidjo, Yaoundé Spectateurs : 0 (huis-clos) Arbitrage : Jean Jacques Ndala |

| 2e match                       | Côte d'Ivoire                         | 2 - 1   | Cameroun                 |                                                                                          |                                                                                          |
| 6 septembre 2021 19h00 (UTC±0) | Haller 20e (pen.) 29e                 | (2 - 0) | 61e (pen.) Ngamaleu      | Stade olympique Ebimpé, Abidjan Spectateurs : 0 (huis-clos) Arbitrage : Mustapha Ghorbal | Stade olympique Ebimpé, Abidjan Spectateurs : 0 (huis-clos) Arbitrage : Mustapha Ghorbal |
| 6 septembre 2021 19h00 (UTC±0) | Sangaré 57e · Bailly 60e · Kouamé 81e | Rapport | 18e Aboubakar · 78e Mary | Stade olympique Ebimpé, Abidjan Spectateurs : 0 (huis-clos) Arbitrage : Mustapha Ghorbal | Stade olympique Ebimpé, Abidjan Spectateurs : 0 (huis-clos) Arbitrage : Mustapha Ghorbal |

| 3e match                     | Cameroun                                | 3 - 1 | Mozambique |                                                                                     |                                                                                     |
| 8 octobre 2021 17h00 (UTC+1) | Choupo-Moting 28e 51e · Toko-Ekambi 63e | (1-0) | 81e Catamo | Stade Ahmadou-Ahidjo, Yaoundé Spectateurs : 0 (huis-clo) Arbitrage : Mohamed Marouf | Stade Ahmadou-Ahidjo, Yaoundé Spectateurs : 0 (huis-clo) Arbitrage : Mohamed Marouf |
| 8 octobre 2021 17h00 (UTC+1) | Rapport                                 |       |            | Stade Ahmadou-Ahidjo, Yaoundé Spectateurs : 0 (huis-clo) Arbitrage : Mohamed Marouf | Stade Ahmadou-Ahidjo, Yaoundé Spectateurs : 0 (huis-clo) Arbitrage : Mohamed Marouf |

| 4e match                      | Mozambique | 0 - 1   | Cameroun           |                                                                                       |                                                                                       |
| 11 octobre 2021 14h00 (UTC+1) |            | (0-0)   | 68e Ngadeu-Ngadjui | Stade Ibn-Batouta, Tanger Spectateurs : 0 (huis-clos) Arbitrage : Sabri Mohamed Fadul | Stade Ibn-Batouta, Tanger Spectateurs : 0 (huis-clos) Arbitrage : Sabri Mohamed Fadul |
| 11 octobre 2021 14h00 (UTC+1) |            | Rapport | 90+3e Neyou        | Stade Ibn-Batouta, Tanger Spectateurs : 0 (huis-clos) Arbitrage : Sabri Mohamed Fadul | Stade Ibn-Batouta, Tanger Spectateurs : 0 (huis-clos) Arbitrage : Sabri Mohamed Fadul |

| 5e match                       | Malawi                 | 0 - 4   | Cameroun                                                          |                                                                          |                                                                          |
| 13 novembre 2021 14h00 (UTC+2) |                        | (0 - 2) | 23e (pen.) Aboubakar · 41e Anguissa · 85e Bassogog · 87e Bassogog | Orlando Stadium, Orlando Spectateurs : 0 (huis-clos) Arbitrage : Issa Sy | Orlando Stadium, Orlando Spectateurs : 0 (huis-clos) Arbitrage : Issa Sy |
| 13 novembre 2021 14h00 (UTC+2) | Banda 21e · Chirwa 43e | Rapport |                                                                   | Orlando Stadium, Orlando Spectateurs : 0 (huis-clos) Arbitrage : Issa Sy | Orlando Stadium, Orlando Spectateurs : 0 (huis-clos) Arbitrage : Issa Sy |

| 6e match                       | Cameroun              | 1 - 0   | Côte d'Ivoire       |                                                                                     |                                                                                     |
| 16 novembre 2021 19h00 (UTC+1) | Toko-Ekambi 21e       | (1 - 0) |                     | Stade Ahmadou-Ahidjo, Yaoundé Spectateurs : 0 (huis-clos) Arbitrage : Janny Sikazwe | Stade Ahmadou-Ahidjo, Yaoundé Spectateurs : 0 (huis-clos) Arbitrage : Janny Sikazwe |
| 16 novembre 2021 19h00 (UTC+1) | Fai 58e · Onana 90+2e | Rapport | 34e Seri · 58e Boly | Stade Ahmadou-Ahidjo, Yaoundé Spectateurs : 0 (huis-clos) Arbitrage : Janny Sikazwe | Stade Ahmadou-Ahidjo, Yaoundé Spectateurs : 0 (huis-clos) Arbitrage : Janny Sikazwe |

### Troisième tour
| Équipe   | Aller | Total  | Retour   | Équipe  |
| -------- | ----- | ------ | -------- | ------- |
| Cameroun | 0 - 1 | 2E - 2 | 2 - 1 ap | Algérie |

| 1er match                  | Cameroun | 0 - 1          | Algérie                                                                    |                                                  |                                                  |
| 25 mars 2022 17h00 (UTC+1) |          | (0 - 1)        | 40e Slimani                                                                | Stade de Japoma, Douala Arbitrage : Joshua Bondo | Stade de Japoma, Douala Arbitrage : Joshua Bondo |
| 25 mars 2022 17h00 (UTC+1) | Soni 64e | Rapport (FIFA) | 46e Bennacer · 68e Slimani · 77e Bensebaini · 90+8e Ishak BelfodilBelfodil | Stade de Japoma, Douala Arbitrage : Joshua Bondo | Stade de Japoma, Douala Arbitrage : Joshua Bondo |

| 2e match                   | Algérie                                         | 1 - 2 a. p.           | Cameroun                                            |                                                          |                                                          |
| 29 mars 2022 20h30 (UTC+1) | Touba 118e                                      | (0 - 1, 0 - 1, 0 - 1) | 22e Choupo-Moting · 120+4e Toko-Ekambi              | Stade Mustapha-Tchaker, Blida Arbitrage : Bakary Gassama | Stade Mustapha-Tchaker, Blida Arbitrage : Bakary Gassama |
| 29 mars 2022 20h30 (UTC+1) | Zerrouki 52e · Slimani 120+2e · Benayada 120+3e | Rapport (FIFA)        | 77e Oum Gouet · 117e André OnanaOnana · 120+3e Tolo | Stade Mustapha-Tchaker, Blida Arbitrage : Bakary Gassama | Stade Mustapha-Tchaker, Blida Arbitrage : Bakary Gassama |

## Préparation

### Matchs de préparation à la Coupe du monde
Liste détaillée des matches du Cameroun depuis sa qualification à la Coupe du monde :

#### Qualification coupe d'Afrique
| 1er match                 | Burundi | 0 - 1   | Cameroun        |                                                                                 |                                                                                 |
| 9 juin 2022 16h00 (UTC+3) |         | (0 - 1) | 30e Toko-Ekambi | Benjamin Mkapa National Stadium, Dar es Salam Arbitrage : Souleiman Ahmed Djama | Benjamin Mkapa National Stadium, Dar es Salam Arbitrage : Souleiman Ahmed Djama |
| 9 juin 2022 16h00 (UTC+3) |         | Rapport | 62e Toko-Ekambi | Benjamin Mkapa National Stadium, Dar es Salam Arbitrage : Souleiman Ahmed Djama | Benjamin Mkapa National Stadium, Dar es Salam Arbitrage : Souleiman Ahmed Djama |

#### Match amicaux
| 1er match                       | Ouzbékistan                               | 2 - 0   | Cameroun                |                                                  |                                                  |
| 23 septembre 2022 15h00 (UTC+9) | Erkinov 24e · Urunov 76e                  | (1 - 0) |                         | Stade de Goyang, Goyang Arbitrage : Woo-sung Kim | Stade de Goyang, Goyang Arbitrage : Woo-sung Kim |
| 23 septembre 2022 15h00 (UTC+9) | Shukurov 53e · Urunov 87e · Sayfiev 90+3e | Rapport | 62e Mandjeck · 82e Wooh | Stade de Goyang, Goyang Arbitrage : Woo-sung Kim | Stade de Goyang, Goyang Arbitrage : Woo-sung Kim |

| 2e match                        | Corée du Sud       | 1 - 0   | Cameroun    |                                                                                       |                                                                                       |
| 27 septembre 2022 20h00 (UTC+9) | Son 35e            | (1 - 0) |             | Stade de la Coupe du monde de Séoul, Séoul Spectateurs : 59 389 Arbitrage : Alex King | Stade de la Coupe du monde de Séoul, Séoul Spectateurs : 59 389 Arbitrage : Alex King |
| 27 septembre 2022 20h00 (UTC+9) | Kim 20e · Kwon 90e | Rapport | 9e Ngamaleu | Stade de la Coupe du monde de Séoul, Séoul Spectateurs : 59 389 Arbitrage : Alex King | Stade de la Coupe du monde de Séoul, Séoul Spectateurs : 59 389 Arbitrage : Alex King |

| 3e match                      | Cameroun  | 1 - 1   | Jamaïque              |                                                                     |                                                                     |
| 9 novembre 2022 18h00 (UTC+1) | Kaiba 74e | (0 - 0) | 60e McMaster          | Stade Ahmadou-Ahidjo, Yaoundé Arbitrage : Jean-Jacques Ndala Ngambo | Stade Ahmadou-Ahidjo, Yaoundé Arbitrage : Jean-Jacques Ndala Ngambo |
| 9 novembre 2022 18h00 (UTC+1) |           | Rapport | 23e Topey · 72e Brown | Stade Ahmadou-Ahidjo, Yaoundé Arbitrage : Jean-Jacques Ndala Ngambo | Stade Ahmadou-Ahidjo, Yaoundé Arbitrage : Jean-Jacques Ndala Ngambo |

| 4e match                       | Cameroun          | 1 - 1   | Panama      |                                                                |                                                                |
| 18 novembre 2022 14h00 (UTC+1) | Choupo-Moting 48e | (0 - 0) | 55e Murillo | Stade Mohammed-Bin-Zayed, Abou Dabi Arbitrage : Sultan Mohamed | Stade Mohammed-Bin-Zayed, Abou Dabi Arbitrage : Sultan Mohamed |
| 18 novembre 2022 14h00 (UTC+1) | Fai 52e           | Rapport | 57e Escobar | Stade Mohammed-Bin-Zayed, Abou Dabi Arbitrage : Sultan Mohamed | Stade Mohammed-Bin-Zayed, Abou Dabi Arbitrage : Sultan Mohamed |

## Effectif
L'effectif du Cameroun, est dévoilé le 9 novembre 2022.
| Numéro / Nom       | Numéro / Nom             | Club                     | Date de naissance et âge*  | J.              | Buts            |                 |                 |                 |
| Gardiens de but    | Gardiens de but          | Gardiens de but          | Gardiens de but            | Gardiens de but | Gardiens de but | Gardiens de but | Gardiens de but | Gardiens de but |
| ------------------ | ------------------------ | ------------------------ | -------------------------- | --------------- | --------------- | --------------- | --------------- | --------------- |
| 01                 | Simon Ngapandouetnbu     | Olympique de Marseille   | 12 avril 2003 (19 ans)     | 0               | 0               | 0               | 0               | 0               |
| 16                 | Devis Epassy             | Abha SC                  | 2 février 1993 (29 ans)    | 0               | 0               | 0               | 0               | 0               |
| 23                 | André Onana              | Inter Milan              | 2 avril 1996 (26 ans)      | 0               | 0               | 0               | 0               | 0               |
| Défenseurs         |                          |                          |                            |                 |                 |                 |                 |                 |
| 02                 | Jerome Ngom Mbekeli      | APEJES de Mfou           | 30 septembre 1998 (24 ans) | 0               | 0               | 0               | 0               | 0               |
| 03                 | Nicolas Nkoulou          | Aris Salonique           | 27 mars 1990 (32 ans)      | 0               | 0               | 0               | 0               | 0               |
| 04                 | Christopher Wooh         | Stade rennais FC         | 18 septembre 2001 (21 ans) | 0               | 0               | 0               | 0               | 0               |
| 17                 | Olivier Mbaizo           | Union de Philadelphie    | 15 août 1997 (25 ans)      | 0               | 0               | 0               | 0               | 0               |
| 19                 | Collins Fai              | Al Taï Club              | 13 août 1992 (30 ans)      | 0               | 0               | 0               | 0               | 0               |
| 21                 | Jean-Charles Castelletto | FC Nantes                | 26 janvier 1995 (27 ans)   | 0               | 0               | 0               | 0               | 0               |
| 24                 | Enzo Ebosse              | Udinese Calcio           | 11 mars 1999 (23 ans)      | 0               | 0               | 0               | 0               | 0               |
| 25                 | Nouhou Tolo              | Sounders de Seattle      | 23 juin 1997 (25 ans)      | 0               | 0               | 0               | 0               | 0               |
| Milieux de terrain |                          |                          |                            |                 |                 |                 |                 |                 |
| 05                 | Gaël Ondoua              | Hanovre 96               | 4 novembre 1995 (27 ans)   | 0               | 0               | 0               | 0               | 0               |
| 07                 | Georges-Kévin Nkoudou    | Beşiktaş JK              | 13 février 1995 (27 ans)   | 0               | 0               | 0               | 0               | 0               |
| 08                 | Frank Anguissa           | SSC Naples               | 16 novembre 1995 (27 ans)  | 0               | 0               | 0               | 0               | 0               |
| 14                 | Samuel Gouet             | KV Malines               | 14 décembre 1997 (24 ans)  | 0               | 0               | 0               | 0               | 0               |
| 15                 | Pierre Kunde             | Olympiakos               | 26 juillet 1995 (27 ans)   | 0               | 0               | 0               | 0               | 0               |
| 18                 | Martin Hongla            | Hellas Vérone            | 16 mars 1998 (24 ans)      | 0               | 0               | 0               | 0               | 0               |
| 22                 | Olivier Ntcham           | Swansea City             | 9 février 1996 (26 ans)    | 0               | 0               | 0               | 0               | 0               |
| 26                 | Souaibou Marou           | Coton Sport FC de Garoua | 3 décembre 2000 (21 ans)   | 0               | 0               | 0               | 0               | 0               |
| Attaquants         |                          |                          |                            |                 |                 |                 |                 |                 |
| 06                 | Moumi Ngamaleu           | Dynamo Moscou            | 9 juillet 1994 (28 ans)    | 0               | 0               | 0               | 0               | 0               |
| 09                 | Jean-Pierre Nsame        | BSC Young Boys           | 1er mai 1993 (29 ans)      | 0               | 0               | 0               | 0               | 0               |
| 10                 | Vincent Aboubakar        | Al-Nassr Riyad           | 22 janvier 1992 (30 ans)   | 0               | 0               | 0               | 0               | 0               |
| 11                 | Christian Bassogog       | Shanghai Shenhua         | 18 octobre 1995 (27 ans)   | 0               | 0               | 0               | 0               | 0               |
| 12                 | Karl Toko-Ekambi         | Olympique lyonnais       | 14 septembre 1992 (30 ans) | 0               | 0               | 0               | 0               | 0               |
| 13                 | Eric Maxim Choupo-Moting | Bayern Munich            | 23 mars 1989 (33 ans)      | 0               | 0               | 0               | 0               | 0               |
| 20                 | Bryan Mbeumo             | Brentford FC             | 7 août 1999 (23 ans)       | 0               | 0               | 0               | 0               | 0               |
| Sélectionneur      |                          |                          |                            |                 |                 |                 |                 |                 |
|                    | Rigobert Song            |                          | 1er juillet 1976 (46 ans)  |                 |                 |                 |                 |                 |

* NB : Les âges sont calculés au début de la Coupe du monde 2022, le 20 novembre 2022.

## Compétition

### Format et tirage au sort
Le tirage au sort de la Coupe du monde a lieu le vendredi 1er avril 2022 au Centre des expositions à Doha. C’est le classement de mars qui est pris en compte, la sélection se classe 37e du classement FIFA, et est placée dans le chapeau 4.

### Premier tour - Groupe G
|   | Équipe   | Pts | J | G | N | P | Bp | Bc | Diff |
| 1 | Brésil   | 6   | 3 | 2 | 0 | 1 | 3  | 1  | +2   |
| 2 | Suisse   | 6   | 3 | 2 | 0 | 1 | 4  | 3  | +1   |
| 3 | Cameroun | 4   | 3 | 1 | 1 | 1 | 4  | 4  | 0    |
| 4 | Serbie   | 1   | 3 | 0 | 1 | 2 | 5  | 8  | -3   |

| 13 | 24 novembre 2022 | Suisse   | 1 - 0 | Cameroun |
| 16 | 24 novembre 2022 | Brésil   | 2 - 0 | Serbie   |
| 29 | 28 novembre 2022 | Cameroun | 3 - 3 | Serbie   |
| 31 | 28 novembre 2022 | Brésil   | 1 - 0 | Suisse   |
| 47 | 2 décembre 2022  | Serbie   | 2 - 3 | Suisse   |
| 48 | 2 décembre 2022  | Cameroun | 1 - 0 | Brésil   |

#### Suisse - Cameroun
| Match 13                                                     | Suisse                | 1 - 0   | Cameroun | Stade Al-Janoub, Al Wakrah                                                    |                                                                               |
| 24 novembre 2022 · 13:00 (UTC+3) · Historique des rencontres | ( Shaqiri) Embolo 48e | (0 - 0) |          | Spectateurs : 39 089 Arbitrage : Facundo Tello Arbitre vidéo : Mauro Vigliano | Spectateurs : 39 089 Arbitrage : Facundo Tello Arbitre vidéo : Mauro Vigliano |
| 24 novembre 2022 · 13:00 (UTC+3) · Historique des rencontres | Rapport               |         |          | Spectateurs : 39 089 Arbitrage : Facundo Tello Arbitre vidéo : Mauro Vigliano | Spectateurs : 39 089 Arbitrage : Facundo Tello Arbitre vidéo : Mauro Vigliano |

| Suisse | Cameroun |

| SUISSE :        |    |                   |     |     |
|                 |    |                   |     |     |
| Gardien de but  | 01 | Yann Sommer       |     |     |
|                 | 13 | Ricardo Rodríguez |     | 90e |
|                 | 04 | Nico Elvedi       | 64e |     |
|                 | 05 | Manuel Akanji     | 83e |     |
|                 | 03 | Silvan Widmer     |     |     |
|                 | 08 | Remo Freuler      |     |     |
|                 | 10 | Granit Xhaka      |     |     |
|                 | 15 | Djibril Sow       |     | 72e |
|                 | 17 | Ruben Vargas      |     | 81e |
|                 | 07 | Breel Embolo      |     | 72e |
|                 | 23 | Xherdan Shaqiri   |     | 72e |
| Remplaçants :   |    |                   |     |     |
|                 | 20 | Fabian Frei       |     | 72e |
|                 | 19 | Noah Okafor       |     | 72e |
|                 | 09 | Haris Seferović   |     | 72e |
|                 | 25 | Fabian Rieder     |     | 81e |
|                 | 18 | Eray Cömert       |     | 90e |
| Sélectionneur : |    |                   |     |     |
| Murat Yakın     |    |                   |     |     |

| CAMEROUN :      |    |                          |     |     |
|                 |    |                          |     |     |
| Gardien de but  | 23 | André Onana              |     |     |
|                 | 25 | Nouhou Tolo              |     |     |
|                 | 03 | Nicolas Nkoulou          |     |     |
|                 | 21 | Jean-Charles Castelletto |     |     |
|                 | 19 | Collins Fai              | 36e |     |
|                 | 14 | Samuel Gouet             |     |     |
|                 | 08 | Frank Anguissa           |     |     |
|                 | 18 | Martin Hongla            |     | 68e |
|                 | 12 | Karl Toko-Ekambi         |     | 74e |
|                 | 13 | Eric Maxim Choupo-Moting |     | 74e |
|                 | 20 | Bryan Mbeumo             |     | 81e |
| Remplaçants :   |    |                          |     |     |
|                 | 05 | Gaël Ondoua              |     | 68e |
|                 | 10 | Vincent Aboubakar        |     | 74e |
|                 | 07 | Georges-Kévin Nkoudou    |     | 74e |
|                 | 06 | Moumi Ngamaleu           |     | 81e |
| Sélectionneur : |    |                          |     |     |
| Rigobert Song   |    |                          |     |     |

| Assistants : Ezequiel Brailovsky Gabriel Chade Quatrième arbitre : Saíd Martínez Assistants arbitre vidéo : Fernando Guerrero Pau Cebrián Devís Ricardo de Burgos Bengoetxea Homme du Match : Yann Sommer |

#### Cameroun - Serbie
| Match 29                                                     | Cameroun                                                                                   | 3 - 3   | Serbie                                                                                        | Stade Al-Janoub, Al Wakrah                                                                     |                                                                                                |
| 28 novembre 2022 · 13:00 (UTC+3) · Historique des rencontres | ( Nkoulou) Castelletto 29e · ( Castelletto) Aboubakar 63e · ( Aboubakar) Choupo-Moting 66e | (1 - 2) | 45+1e Pavlović (Tadić ) · 45+3e S. Milinković-Savić (Živković ) · 53e A. Mitrović (Živković ) | Spectateurs : 39 789 Arbitrage : Mohammed Abdulla Hassan Mohamed Arbitre vidéo : Nicolás Gallo | Spectateurs : 39 789 Arbitrage : Mohammed Abdulla Hassan Mohamed Arbitre vidéo : Nicolás Gallo |
| 28 novembre 2022 · 13:00 (UTC+3) · Historique des rencontres | Rapport                                                                                    |         |                                                                                               | Spectateurs : 39 789 Arbitrage : Mohammed Abdulla Hassan Mohamed Arbitre vidéo : Nicolás Gallo | Spectateurs : 39 789 Arbitrage : Mohammed Abdulla Hassan Mohamed Arbitre vidéo : Nicolás Gallo |

| Cameroun | Serbie |

| CAMEROUN :      |    |                          |     |     |
|                 |    |                          |     |     |
| Gardien de but  | 16 | Devis Epassy             |     |     |
|                 | 25 | Nouhou Tolo              |     |     |
|                 | 03 | Nicolas Nkoulou          | 24e |     |
|                 | 21 | Jean-Charles Castelletto |     |     |
|                 | 19 | Collins Fai              |     |     |
|                 | 18 | Martin Hongla            |     | 55e |
|                 | 15 | Pierre Kunde             |     | 67e |
|                 | 08 | Frank Anguissa           |     | 81e |
|                 | 12 | Karl Toko-Ekambi         |     | 67e |
|                 | 13 | Eric Maxim Choupo-Moting |     |     |
|                 | 20 | Bryan Mbeumo             |     | 81e |
| Remplaçants :   |    |                          |     |     |
|                 | 10 | Vincent Aboubakar        |     | 55e |
|                 | 11 | Christian Bassogog       | 30e | 67e |
|                 | 05 | Gaël Ondoua              |     | 67e |
|                 | 14 | Samuel Gouet             |     | 81e |
|                 | 07 | Georges-Kévin Nkoudou    |     | 81e |
| Sélectionneur : |    |                          |     |     |
| Rigobert Song   |    |                          |     |     |

| SERBIE :         |    |                         |       |       |
|                  |    |                         |       |       |
| Gardien de but   | 23 | Vanja Milinković-Savić  |       |       |
|                  | 02 | Strahinja Pavlović      |       | 56e   |
|                  | 05 | Miloš Veljković         |       | 78e   |
|                  | 04 | Nikola Milenković       | 90+3e |       |
|                  | 17 | Filip Kostić            |       | 90+2e |
|                  | 16 | Saša Lukić              |       |       |
|                  | 06 | Nemanja Maksimović      |       |       |
|                  | 14 | Andrija Živković        |       | 78e   |
|                  | 20 | Sergej Milinković-Savić |       | 78e   |
|                  | 09 | Aleksandar Mitrović     |       |       |
|                  | 10 | Dušan Tadić             |       |       |
| Remplaçants :    |    |                         |       |       |
|                  | 13 | Stefan Mitrović         |       | 56e   |
|                  | 15 | Srđan Babić             |       | 78e   |
|                  | 07 | Nemanja Radonjić        |       | 78e   |
|                  | 26 | Marko Grujić            |       | 78e   |
|                  | 21 | Filip Đuričić           |       | 90+2e |
| Sélectionneur :  |    |                         |       |       |
| Dragan Stojković |    |                         |       |       |

| Assistants : Mohamed Al-Hammadi Hasan Al-Mahri Quatrième arbitre : Ma Ning Assistants arbitre vidéo : Juan Soto Ezequiel Brailovsky Leodán González Homme du Match : Vincent Aboubakar |

#### Cameroun - Brésil
| Match 48                                                    | Cameroun                   | 1 - 0   | Brésil | Stade de Lusail, Lusail                                                            |                                                                                    |
| 2 décembre 2022 · 22:00 (UTC+3) · Historique des rencontres | ( Mbekeli) Aboubakar 90+2e | (0 - 0) |        | Spectateurs : 85 986 Arbitrage : Ismail Elfath Arbitre vidéo : Alejandro Hernández | Spectateurs : 85 986 Arbitrage : Ismail Elfath Arbitre vidéo : Alejandro Hernández |
| 2 décembre 2022 · 22:00 (UTC+3) · Historique des rencontres | Rapport                    |         |        | Spectateurs : 85 986 Arbitrage : Ismail Elfath Arbitre vidéo : Alejandro Hernández | Spectateurs : 85 986 Arbitrage : Ismail Elfath Arbitre vidéo : Alejandro Hernández |

| Cameroun | Brésil |

| CAMEROUN :      |    |                          |            |     |
|                 |    |                          |            |     |
| Gardien de but  | 16 | Devis Epassy             |            |     |
|                 | 25 | Nouhou Tolo              | 6e         |     |
|                 | 24 | Enzo Ebosse              |            |     |
|                 | 04 | Christopher Wooh         |            |     |
|                 | 19 | Collins Fai              | 32e        |     |
|                 | 15 | Pierre Kunde             | 28e        | 68e |
|                 | 08 | Frank Anguissa           |            |     |
|                 | 06 | Moumi Ngamaleu           |            | 86e |
|                 | 13 | Eric Maxim Choupo-Moting |            |     |
|                 | 20 | Bryan Mbeumo             |            | 64e |
|                 | 10 | Vincent Aboubakar        | 81e, 90+3e |     |
| Remplaçants :   |    |                          |            |     |
|                 | 12 | Karl Toko-Ekambi         |            | 64e |
|                 | 22 | Olivier Ntcham           |            | 68e |
|                 | 02 | Jerome Ngom Mbekeli      |            | 86e |
| Sélectionneur : |    |                          |            |     |
| Rigobert Song   |    |                          |            |     |

| BRÉSIL :        |    |                    |     |     |
|                 |    |                    |     |     |
| Gardien de but  | 23 | Ederson            |     |     |
|                 | 16 | Alex Telles        |     | 54e |
|                 | 14 | Éder Militão       | 7e  |     |
|                 | 24 | Gleison Bremer     |     |     |
|                 | 13 | Dani Alves         |     |     |
|                 | 21 | Rodrygo            |     | 54e |
|                 | 08 | Fred               |     | 54e |
|                 | 15 | Fabinho            |     |     |
|                 | 19 | Antony             |     | 79e |
|                 | 26 | Gabriel Martinelli |     |     |
|                 | 18 | Gabriel Jesus      |     | 64e |
| Remplaçants :   |    |                    |     |     |
|                 | 22 | Éverton Ribeiro    |     | 54e |
|                 | 04 | Marquinhos         |     | 54e |
|                 | 17 | Bruno Guimarães    | 85e | 54e |
|                 | 25 | Pedro              |     | 64e |
|                 | 11 | Raphinha           |     | 79e |
| Sélectionneur : |    |                    |     |     |
| Tite            |    |                    |     |     |

| Assistants : Kyle Atkins Corey Parker Quatrième arbitre : Ma Ning Assistants arbitre vidéo : Juan Martínez Munuera Pau Cebrian Ricardo de Burgos Homme du Match : Devis Epassy |

## Statistiques

### Temps de jeu
| Joueur                   | |    |    | TT | But inscrit | Passe décisive | MJ | MT | Légende |
| ------------------------ | --- | -- | -- | -- | ----------- | -------------- | -- | -- | ------- |
| Gardiens                 | Abréviations et symboles : · TT : Total de minutes jouées · MJ : Nombre de matchs joués · MT : Matchs joués en tant que titulaire · : but · : passe décisive · : joueur entré · : joueur remplacé · : capitaine · : carton jaune · : carton rouge · |    |    |    |             |                |    |    |         |
| Devis Epassy             | Abréviations et symboles : · TT : Total de minutes jouées · MJ : Nombre de matchs joués · MT : Matchs joués en tant que titulaire · : but · : passe décisive · : joueur entré · : joueur remplacé · : capitaine · : carton jaune · : carton rouge · | -  | 90 | 90 | 180         | -              | -  | 2  | 2       |
| Simon Ngapandouetnbu     | Abréviations et symboles : · TT : Total de minutes jouées · MJ : Nombre de matchs joués · MT : Matchs joués en tant que titulaire · : but · : passe décisive · : joueur entré · : joueur remplacé · : capitaine · : carton jaune · : carton rouge · | -  | -  | -  | -           | -              | -  | -  | -       |
| André Onana              | Abréviations et symboles : · TT : Total de minutes jouées · MJ : Nombre de matchs joués · MT : Matchs joués en tant que titulaire · : but · : passe décisive · : joueur entré · : joueur remplacé · : capitaine · : carton jaune · : carton rouge · | 90 | -  | -  | 90          | -              | -  | 1  | 1       |
| Défenseurs               | Abréviations et symboles : · TT : Total de minutes jouées · MJ : Nombre de matchs joués · MT : Matchs joués en tant que titulaire · : but · : passe décisive · : joueur entré · : joueur remplacé · : capitaine · : carton jaune · : carton rouge · |    |    |    |             |                |    |    |         |
| Jean-Charles Castelletto | Abréviations et symboles : · TT : Total de minutes jouées · MJ : Nombre de matchs joués · MT : Matchs joués en tant que titulaire · : but · : passe décisive · : joueur entré · : joueur remplacé · : capitaine · : carton jaune · : carton rouge · | 90 | 90 | -  | 180         | 1              | 1  | 2  | 2       |
| Enzo Ebosse              | Abréviations et symboles : · TT : Total de minutes jouées · MJ : Nombre de matchs joués · MT : Matchs joués en tant que titulaire · : but · : passe décisive · : joueur entré · : joueur remplacé · : capitaine · : carton jaune · : carton rouge · | -  | -  | 90 | 90          | -              | -  | 1  | 1       |
| Collins Fai              | Abréviations et symboles : · TT : Total de minutes jouées · MJ : Nombre de matchs joués · MT : Matchs joués en tant que titulaire · : but · : passe décisive · : joueur entré · : joueur remplacé · : capitaine · : carton jaune · : carton rouge · | 90 | 90 | 90 | 270         | -              | -  | 3  | 3       |
| Olivier Mbaizo           | Abréviations et symboles : · TT : Total de minutes jouées · MJ : Nombre de matchs joués · MT : Matchs joués en tant que titulaire · : but · : passe décisive · : joueur entré · : joueur remplacé · : capitaine · : carton jaune · : carton rouge · | -  | -  | -  | -           | -              | -  | -  | -       |
| Jerome Ngom Mbekeli      | Abréviations et symboles : · TT : Total de minutes jouées · MJ : Nombre de matchs joués · MT : Matchs joués en tant que titulaire · : but · : passe décisive · : joueur entré · : joueur remplacé · : capitaine · : carton jaune · : carton rouge · | -  | -  | 4  | 4           | -              | 1  | -  | -       |
| Nicolas Nkoulou          | Abréviations et symboles : · TT : Total de minutes jouées · MJ : Nombre de matchs joués · MT : Matchs joués en tant que titulaire · : but · : passe décisive · : joueur entré · : joueur remplacé · : capitaine · : carton jaune · : carton rouge · | 90 | 90 | -  | 180         | -              | 1  | 2  | 2       |
| Nouhou Tolo              | Abréviations et symboles : · TT : Total de minutes jouées · MJ : Nombre de matchs joués · MT : Matchs joués en tant que titulaire · : but · : passe décisive · : joueur entré · : joueur remplacé · : capitaine · : carton jaune · : carton rouge · | 90 | 90 | 90 | 270         | -              | -  | 3  | 3       |
| Christopher Wooh         | Abréviations et symboles : · TT : Total de minutes jouées · MJ : Nombre de matchs joués · MT : Matchs joués en tant que titulaire · : but · : passe décisive · : joueur entré · : joueur remplacé · : capitaine · : carton jaune · : carton rouge · | -  | -  | 90 | 90          | -              | -  | 1  | 1       |
| Milieux                  | Abréviations et symboles : · TT : Total de minutes jouées · MJ : Nombre de matchs joués · MT : Matchs joués en tant que titulaire · : but · : passe décisive · : joueur entré · : joueur remplacé · : capitaine · : carton jaune · : carton rouge · |    |    |    |             |                |    |    |         |
| Frank Anguissa           | Abréviations et symboles : · TT : Total de minutes jouées · MJ : Nombre de matchs joués · MT : Matchs joués en tant que titulaire · : but · : passe décisive · : joueur entré · : joueur remplacé · : capitaine · : carton jaune · : carton rouge · | 90 | 81 | 90 | 261         | -              | -  | 3  | 3       |
| Samuel Gouet             | Abréviations et symboles : · TT : Total de minutes jouées · MJ : Nombre de matchs joués · MT : Matchs joués en tant que titulaire · : but · : passe décisive · : joueur entré · : joueur remplacé · : capitaine · : carton jaune · : carton rouge · | 90 | 9  | -  | 99          | -              | -  | 2  | 1       |
| Martin Hongla            | Abréviations et symboles : · TT : Total de minutes jouées · MJ : Nombre de matchs joués · MT : Matchs joués en tant que titulaire · : but · : passe décisive · : joueur entré · : joueur remplacé · : capitaine · : carton jaune · : carton rouge · | 68 | 55 | -  | 123         | -              | -  | 2  | 2       |
| Pierre Kunde             | Abréviations et symboles : · TT : Total de minutes jouées · MJ : Nombre de matchs joués · MT : Matchs joués en tant que titulaire · : but · : passe décisive · : joueur entré · : joueur remplacé · : capitaine · : carton jaune · : carton rouge · | -  | 67 | 68 | 135         | -              | -  | 2  | 2       |
| Souaibou Marou           | Abréviations et symboles : · TT : Total de minutes jouées · MJ : Nombre de matchs joués · MT : Matchs joués en tant que titulaire · : but · : passe décisive · : joueur entré · : joueur remplacé · : capitaine · : carton jaune · : carton rouge · | -  | -  | -  | -           | -              | -  | -  | -       |
| Georges-Kévin Nkoudou    | Abréviations et symboles : · TT : Total de minutes jouées · MJ : Nombre de matchs joués · MT : Matchs joués en tant que titulaire · : but · : passe décisive · : joueur entré · : joueur remplacé · : capitaine · : carton jaune · : carton rouge · | 16 | 9  | -  | 25          | -              | -  | 2  | -       |
| Olivier Ntcham           | Abréviations et symboles : · TT : Total de minutes jouées · MJ : Nombre de matchs joués · MT : Matchs joués en tant que titulaire · : but · : passe décisive · : joueur entré · : joueur remplacé · : capitaine · : carton jaune · : carton rouge · | -  | -  | 22 | 22          | -              | -  | 1  | -       |
| Gaël Ondoua              | Abréviations et symboles : · TT : Total de minutes jouées · MJ : Nombre de matchs joués · MT : Matchs joués en tant que titulaire · : but · : passe décisive · : joueur entré · : joueur remplacé · : capitaine · : carton jaune · : carton rouge · | 32 | 23 | -  | 55          | -              | -  | 2  | -       |
| Attaquants               | Abréviations et symboles : · TT : Total de minutes jouées · MJ : Nombre de matchs joués · MT : Matchs joués en tant que titulaire · : but · : passe décisive · : joueur entré · : joueur remplacé · : capitaine · : carton jaune · : carton rouge · |    |    |    |             |                |    |    |         |
| Vincent Aboubakar        | Abréviations et symboles : · TT : Total de minutes jouées · MJ : Nombre de matchs joués · MT : Matchs joués en tant que titulaire · : but · : passe décisive · : joueur entré · : joueur remplacé · : capitaine · : carton jaune · : carton rouge · | 16 | 35 | 90 | 141         | 2              | 1  | 3  | 1       |
| Christian Bassogog       | Abréviations et symboles : · TT : Total de minutes jouées · MJ : Nombre de matchs joués · MT : Matchs joués en tant que titulaire · : but · : passe décisive · : joueur entré · : joueur remplacé · : capitaine · : carton jaune · : carton rouge · | -  | 23 | -  | 23          | -              | -  | 1  | -       |
| Eric Maxim Choupo-Moting | Abréviations et symboles : · TT : Total de minutes jouées · MJ : Nombre de matchs joués · MT : Matchs joués en tant que titulaire · : but · : passe décisive · : joueur entré · : joueur remplacé · : capitaine · : carton jaune · : carton rouge · | 74 | 90 | 90 | 254         | 1              | -  | 3  | 3       |
| Bryan Mbeumo             | Abréviations et symboles : · TT : Total de minutes jouées · MJ : Nombre de matchs joués · MT : Matchs joués en tant que titulaire · : but · : passe décisive · : joueur entré · : joueur remplacé · : capitaine · : carton jaune · : carton rouge · | 81 | 81 | 64 | 226         | -              | -  | 3  | 3       |
| Moumi Ngamaleu           | Abréviations et symboles : · TT : Total de minutes jouées · MJ : Nombre de matchs joués · MT : Matchs joués en tant que titulaire · : but · : passe décisive · : joueur entré · : joueur remplacé · : capitaine · : carton jaune · : carton rouge · | 9  | -  | 86 | 95          | -              | -  | 2  | 1       |
| Jean-Pierre Nsame        | Abréviations et symboles : · TT : Total de minutes jouées · MJ : Nombre de matchs joués · MT : Matchs joués en tant que titulaire · : but · : passe décisive · : joueur entré · : joueur remplacé · : capitaine · : carton jaune · : carton rouge · | -  | -  | -  | -           | -              | -  | -  | -       |
| Karl Toko-Ekambi         | Abréviations et symboles : · TT : Total de minutes jouées · MJ : Nombre de matchs joués · MT : Matchs joués en tant que titulaire · : but · : passe décisive · : joueur entré · : joueur remplacé · : capitaine · : carton jaune · : carton rouge · | 74 | 67 | 26 | 167         | -              | -  | 3  | 2       |
| Total                    | Abréviations et symboles : · TT : Total de minutes jouées · MJ : Nombre de matchs joués · MT : Matchs joués en tant que titulaire · : but · : passe décisive · : joueur entré · : joueur remplacé · : capitaine · : carton jaune · : carton rouge · |    |    |    |             |                |    |    |         |
| Équipe du Cameroun       | Abréviations et symboles : · TT : Total de minutes jouées · MJ : Nombre de matchs joués · MT : Matchs joués en tant que titulaire · : but · : passe décisive · : joueur entré · : joueur remplacé · : capitaine · : carton jaune · : carton rouge · | 90 | 90 | 90 | 270         | 4              | 4  | 3  | -       |

| Buts | Joueurs                  | Adversaires    |
| ---- | ------------------------ | -------------- |
| 2    | Vincent Aboubakar        | Serbie, Brésil |
| 1    | Jean-Charles Castelletto | Serbie         |
| 1    | Eric Maxim Choupo-Moting | Serbie         |

| Passes | Joueurs                  | Adversaires |
| ------ | ------------------------ | ----------- |
| 1      | Vincent Aboubakar        | Serbie      |
| 1      | Jean-Charles Castelletto | Serbie      |
| 1      | Jerome Ngom Mbekeli      | Brésil      |
| 1      | Nicolas Nkoulou          | Serbie      |